# Martin S. Feldstein

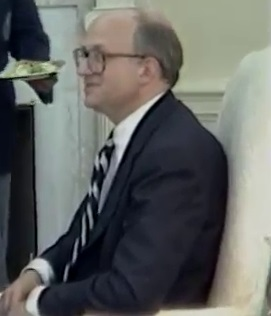
Martin S. Feldstein, 1982

Martin Stuart Feldstein (* 25. November 1939 in New York City; † 11. Juni 2019 in Boston) war ein US-amerikanischer Ökonom. Er war George F. Baker Professor für Wirtschaftswissenschaften an der Harvard University sowie Vorsitzender des National Bureau of Economic Research (NBER). Feldstein war Vorsitzender des Council of Economic Advisers und wichtigster Berater in Wirtschaftsfragen für US-Präsident Ronald Reagan von 1982 bis 1984. Von 1987 bis 2009 war er im Vorstand der American International Group, Inc.

## Leben und Wirken
Feldstein erhielt seinen Bachelorabschluss von Harvard 1961 und seinen Doktorgrad von der University of Oxford 1967 und war seit 1969 in Harvard Professor. Zu seinen bedeutenden Arbeiten zählen Untersuchungen zur Auswirkung von umlagefinanzierten Rentensystemen auf die gesamtwirtschaftliche Ersparnis. Er kam darin zu dem Schluss, dass umlagefinanzierte Systeme einen negativen Einfluss auf die Kapitalbildung haben. Daher setzte sich Feldstein für eine Reform der amerikanischen Rentenversicherung (Social Security) ein. Seine Reformvorschläge fanden Eingang in die Pläne von Präsident George W. Bush, die die Schaffung privater Rentenkonten vorsahen. Feldsteins Vorschläge gingen jedoch darüber hinaus, denn er schlug einen vollständigen Austausch des gegenwärtigen Systems durch private Konten vor. Das – so seine Argumentation – ermögliche den Sparern einen höheren Zins auf ihre Guthaben und würde zugleich die nationale Ersparnis erhöhen.
Er war der Autor von mehr als 300 Forschungsarbeiten und wurde insbesondere bekannt durch seine Arbeiten in den Bereichen Makroökonomik und Ökonometrie bekannt. Neben seinem Wirken in zahlreichen Gesellschaften in teilweise hochrangigen Positionen war Feldstein Mitglied der Trilateralen Kommission und des amerikanischen Council on Foreign Relations. Seit 1996 nahm er insgesamt 15 Mal (1996, 1998, 1999, 2001–2003, 2005–2008, 2010, 2011, 2013–2015) an den Bilderberg-Konferenzen teil.
Im Jahr 2004 stand Feldstein der American Economic Association als gewählter Präsident vor. Er starb im Juni 2019 im Alter von 79 Jahren.

## Ehrungen
- 1977: John Bates Clark Medal der American Economic Association
- 1977: Wahl zum Mitglied der American Academy of Arts and Sciences
- 1989: Wahl zum Mitglied der American Philosophical Society
- 1994: Bernhard-Harms-Preis des Instituts für Weltwirtschaft Kiel[4]
- 1996: Korrespondierendes Mitglied der Österreichischen Akademie der Wissenschaften[5]
- 1998: Wahl zum korrespondierenden Mitglied der British Academy[6]